# Belém do Brejo do Cruz
Belém do Brejo do Cruz là một đô thị thuộc bang Paraíba, Brasil. Đô thị này có diện tích 603,038 km², dân số năm 2007 là 6176 người, mật độ 10,2 người/km².